# 福島女性飲食店経営者殺害事件
福島女性飲食店経営者殺害事件（ふくしまじょせいいんしょくてんけいえいしゃさつがいじけん）とは、1990年（平成2年）5月2日に日本の福島県西白河郡矢吹町中町のスナックで発生した強盗殺人事件である。
かつて強盗殺人事件を起こし、無期懲役刑の仮釈放中だった男が、顔見知りのスナック店主の女性（当時41歳）を殺害した。

## 事件
1990年5月2日17時25分から17時45分までの間に、無期懲役刑の仮釈放中で郷里の矢吹町に住んでいた犯人の男T（当時51歳）は、自宅近所の飲食店内で経営者の女性A（当時41歳）の後頭部をハンマーで滅多打ちにして殺害し、約25,000円入りのバッグを盗んで逃走した。動機は別の女性と東京で遊ぶ金欲しさで。Tは当初からAを殺害して金を奪うことを計画した上で犯行におよんだ。事件は翌2日9時30分ごろ、Aの長女（当時16歳、高校1年生）が店を訪ねてきた際、頭を鈍器で殴られて死亡している母親Aの遺体を発見したことがきっかけで発覚し、福島県警察の捜査一課と白河警察署は殺人事件と断定、捜査本部を設置して捜査を開始した。Aは泉崎村で7人兄弟姉妹の四女として生まれ、中学卒業後に矢吹町で姉が経営していた飲食店の手伝いなどをした後、長沼町の男性と結婚して須賀川市内で生活していたが、事件前に夫と離婚し、長女と次女（事件当時14歳、中学3年生）とともに矢吹町に移住、事件の数年前から現場の店を始めた。ビールを卸していた酒店主によれば、Aは事件前に「最近、〔客に〕乱暴されかけた」と語っており、女性1人の店だからといつもズボン姿で接客していたも語っている。
Tは同月12日、県警捜査本部から重要参考人として事情聴取されたが、引き続き事情聴取が予定されていた翌12日に自宅で腹部を果物ナイフで刺して割腹自殺を図った。しかし全治2週間の怪我で、命に別状はなかった。Tが自殺を図った当時、T宅周辺には捜査員数人が張り込んでいた。Tはこの怪我が原因で入院したが、退院後に仮釈放中の遵守事項に違反したとして福島刑務所に収監された後、宮城刑務所に移監され、逮捕までは再び同刑務所で服役していた。その後、Tが事件当時履いていたと見られるサンダルの足跡が現場に残されていた足跡と一致したことから、Tは1991年（平成3年）1月16日、強盗殺人容疑で捜査本部に逮捕され、翌17日には福島地方検察庁白河支部へ送検された。Tは逮捕直後、犯行を否認していたが、後に犯行を全面的に自供し、自供通り町内の東北本線線路脇土手から凶器のハンマーが発見された。同年2月7日、強盗殺人罪で福島地検白河支部から福島地方裁判所郡山支部へ起訴された。
犯人Tは1938年（昭和13年）4月、矢吹町大和内で生まれた。Tは地元の中学校を卒業後に上京し、神奈川県や東京都でプレス工、食品会社などで働いたが、17歳だった1956年（昭和31年）12月、東京都渋谷区で発生した3人組強盗の1人として逮捕され、強盗罪などで服役した。また1963年（昭和38年）には矢吹町で預金通帳を盗み、払い戻しを受けたとして窃盗罪と詐欺罪で逮捕され、服役した。
Tは1966年（昭和41年）から埼玉県上福岡市（現：ふじみ野市）に在住し、クリーニング店の外交員として働いたが、酒乱で素行が悪いことを経営者に注意され、喧嘩別れの末に退職した。それ以降は職に就かず、内縁の妻にも逃げられ、生活に困った末に恐喝未遂事件を起こす。そして1967年（昭和42年）1月、Tは埼玉県川越市で、以前勤めていたクリーニング店の同僚だった女性に借金を申し込んだが、逆に以前借りていた金の返済を迫られたことに逆上して女性を絞殺、給料や腕時計などを奪って逃げる事件を起こし、強盗殺人罪で無期懲役の判決を言い渡された。Tは千葉刑務所に服役していたが、1990年（平成2年）2月に仮出所しており、それから約3か月後の犯行だった。

## 刑事裁判
刑事裁判の第一審初公判は1991年3月20日に福島地方裁判所郡山支部（慶田康男裁判長）で開かれ、被告人Tは罪状認否で起訴事実を全面的に認めた。Tは第5回公判で「死んで罪を償いたい」などと供述する一方、1992年（平成4年）1月16日に開かれた第6回公判では、自身が犯行時に着用しており、犯行後に現場近くに隠していたサンダルを発見して警察に届けた知人に対し、1991年12月に「サンダルありがとう。あんたもなかなかやってくれるね。忘れないよ！」などと書いたハガキを送りつけていたことを検察官によって明らかにされると、それまでと一転して態度を硬くしたと報じられている。
1992年3月11日に論告求刑公判が開かれ、検察官は被告人Tに死刑を求刑した。福島県における死刑求刑事件は1981年（昭和56年）6月に田村郡大越町（現：田村市大越町）で発生した父娘殺害事件で、1983年（昭和58年）3月10日に福島地裁郡山支部で開かれた公判で被告人に死刑が求刑されて以来、9年ぶりのことであった。
同年6月18日に判決公判が開かれ、福島地裁郡山支部（慶田康男裁判長）は被告人Tを死刑とする判決を言い渡した。福島県内で発生した事件で死刑判決が言い渡された事例は、1970年（昭和45年）7月と1971年（昭和46年）5月に石川郡浅川町と西白河郡表郷村（現：白河市表郷）で発生した強盗殺人、殺人、死体遺棄事件の被告人に対し、1974年（昭和49年）3月に福島地裁白河支部で言い渡されて以来、18年ぶりである。判決後、Tは国選弁護人の石川博之から再三にわたって控訴を勧められたが、Tは控訴しない意向を伝え、弁護人も控訴期限の7月2日までに控訴手続きを取らなかったため、第一審の死刑判決が確定した。

## 死刑執行
かくして死刑囚（死刑確定者）となったTは仙台拘置支所（宮城刑務所に隣接）に収監された。Tに対し、仙台市の市民団体「死刑廃止連絡会・みやぎ」が接触を図っていたが、Tは担当弁護人との手紙のやりとりを除いて外部との接触は全くしていなかった。死刑執行直前の1999年（平成11年）8月26日に同会のメンバーである弁護士が仙台拘置支所を訪れた際、拘置支所からはTの近況について「健康状態は良く、食欲もある」と説明を受けていたという。同年9月1日には死刑廃止運動団体「死刑廃止・たんぽぽの会」（福岡県福岡市博多区）の代表を務めていた山崎博之が、東京・福岡の拘置所長と仙台拘置支所長を相手取り、Tを含む拘置中の死刑確定者4人に対する人身保護請求を福岡地裁に申し立てた。該当する死刑確定者はTのほか、東京都北区幼女殺害事件の死刑確定者S1（東京拘置所在監）、大宮母娘殺害事件の死刑確定者S2（同）、熊本母娘殺害事件の死刑確定者MT（福岡拘置所在監）の計4人で、S1とMTの2人はTと同様、過去に殺人事件を起こして無期懲役刑に処されたが、仮釈放後に再び殺人ないし強盗殺人事件を起こし、1992年に死刑が確定していた。
この4人は当時、いずれも死刑確定から年数が経過しており、再審請求もしていなかったため、死刑廃止運動関係者の間で死刑執行が近いと噂されていた。山崎らは、国際人権規約で恩赦・再審請求などの権利が保障されているとして、現行法体系のままでの死刑執行は同規約や拷問及び残虐な刑罰の禁止を掲げた日本国憲法に違反する旨を主張した。また、4人は不当に面会・外部交通権を制限されるなど、違法な拘束で基本的人権を侵害されており、それらが改善されない限りは死刑執行を停止すべきであると求めていた。この申し立ては同月7日に棄却されたが、山崎は同月13日にも最高裁へ特別抗告する予定だった。
しかし申立が棄却された直後の同月10日、Tは宮城刑務所で死刑を執行された（61歳没）。仙台拘置支所における死刑執行は1994年（平成6年）12月以来である。当時の法務大臣は陣内孝雄で、同日にはT以外にも、前述のS1とMTにも死刑が執行されている。山崎は同月13日、Tら3人に対する請求棄却決定を不服として特別抗告したが、最高裁第二小法廷（亀山継夫裁判長）は憲法違反など特別抗告ができる理由が見当たらないことを理由に、同年11月25日までに同抗告を棄却する決定を出した。またこの4人の中で唯一、同日に死刑を執行されなかったS2も3か月後の同年12月17日、臼井日出男の発した死刑執行命令によって死刑を執行された。